# Гавковский, Кшиштоф
Кши́штоф Ка́миль Гавко́вский (пол. Krzysztof Kamil Gawkowski; род. 11 апреля 1980 года в Варшаве) — польский политик, деятель местного самоуправления и писатель, доктор гуманитарных наук, депутат Сейма 9-го и 10-го созывов (с 2019 года), председатель фракции «Левые» в Сейме (2019—2023), заместитель председателя СДЛС (2016—2018) и «Новых левых» (с 2021 года), заместитель председателя Совета министров и министр цифровизации в третьем правительстве Дональда Туска (с 2023 года).

## Биография
Гавковский вырос в Воломине, окончил железнодорожный техникум. Обучался праву в Варшавском университете, однако его не окончил. В 2006 году получил степень магистра по политологии в Высшей школе коммуникации и общественных СМИ в Варшаве. В 2007—2008 годах был преподавателем административного права в Высшей школе безопасности и защиты в Варшаве. В 2011 году начал получил звание доктора гуманитарных наук в Гуманитарной академии им. Александра Гейштора в Пултуске под руководительством Лешка Мочульского. Автор криминальных романов «Знак истины» (2010), «Тень прошлого» (2018) и «Возрождение» (2021). Вместе с Лешком Миллером он написал введение к «Историческим основам левых» (2013).
Католик, женат, имеет двух дочерей и сына.

## Политическая деятельность
Гавковский принимал участие в работе Федерации молодых социал-демократов. В 2000 году он присоединился к «Союзу демократических левых сил». На местных выборах 2002 и 2006 годов был избран депутатом городского совета в Воломине. На местных выборах 2010 года он был избран депутатом Сеймика Мазовецкого воеводства 4-го созыва и занимал эту должность до 2014 года. На парламентских выборах 2011 года он безуспешно баллотировался с первого места на списке СДЛС в парламент по избирательному округу Плоцка. С 2012 года — генеральный секретарь партии. В 2014 году он не баллотировался на переизбрание на провинциальных выборах. В 2016 году после проигрыша во внутрипартийных выборах стал вице-председателем СДЛС. В 2018 году вышел из СДЛС, через десять дней присоединился к Роберту Бедроню и партии «Весна». В 2019 году перед выборами в Сейм Весна и СДЛС заключили коалиционное соглашение и объединились в единый блок Левые. Гавковский избрался в Сейм 9-го созыва по Быдгощскому избирательному округу по спискам СДЛС. В 2021 году после роспуска СДЛС и "Весны", стал членом новосозданной партии-преемницы «Новые левые».
На выборах 2023 года успешно баллотировался на переизбрание в качестве члена парламента. После заключения коалиционного договора между «Левыми», «Гражданской коалицией» и «Третьим путём» получил кресло вице-премьера и министра цифровых технологий. До 12 декабря 2023 года возглавлял Коалиционный комитет левых сил, на этом посту его сменила Анна-Мария Жуковская. В тот же день Сейм 10-го созыва избрал его на должности вице-премьера и министра цифровых технологий в третьем правительстве Дональда Туска. На следующий день он был назначен на эти должности президентом Республики Польша Анджеем Дудой.

## Публикации
Научные публикации
- Разбуди государство, Издательство Варшавское, Варшава 2015, ISBN 9788378053392[13]
- Местное самоуправление в теории и практике, Издательство Адама Маршалка, Торунь 2017, ISBN 978-83-8019-757-2[14]
- Киберколониализм, Гелион, Гливице 2018, ISBN 9788328348011[15][16]
- Новое государство, Bookplan.pl, Варшава 2023, ISBN 9788396068125

Художественные произведения
- Знак истины, Издательство Варшавское, Варшава 2010, ISBN 9788361748441[17]
- Тень прошлого, Издательство Варшавское, Варшава 2018, ISBN 9788378053590
- Odnow@, Rozpisani.pl, Варшава 2021, ISBN 978-83-96068101